# Xã Monroe, Quận Anderson, Kansas
Xã Monroe (tiếng Anh: Monroe Township) là một xã thuộc quận Anderson, tiểu bang Kansas, Hoa Kỳ. Năm 2010, dân số của xã này là 349 người.